# Stora Vickleby naturvårdsområde
Stora Vickleby naturvårdsområde är ett Naturvårdsområde (som sedan 1998 likställt med naturreservat) i Mörbylånga kommun på Öland i Kalmar län.
Området är naturskyddat sedan 1997 och är 660 hektar stort. Reservatet består av  hällmarksalvar.